# Seleção Alemã de Voleibol Feminino
A seleção alemã de voleibol feminino é uma equipe europeia composta pelas melhores jogadoras de voleibol da Alemanha. A equipe é mantida pela Federação Alemã de Voleibol (Deutscher Volleyball-Verband - DVV). Desde 7 de agosto de 2017 a Alemanha está na 13ª posição no ranking mundial.

## História
A seleção alemã surgiu no final do ano de 1990, quando da união da Alemanha Ocidental com a Oriental. Desde então disputa a maioria dos principais campeonatos internacionais e possui alguns resultados expressivos, tais como as medalhas de bronze dos Grand Prix de 2002 e 2009 e de prata dos europeus de 2011 e 2013.

## Principais resultados

### Jogos Olímpicos
| Ano  | Sede    | Colocação |
| ---- | ------- | --------- |
| 1996 | Atlanta | 8º        |
| 2000 | Sydney  | 6º        |
| 2004 | Atenas  | 9º        |

### Campeonato Mundial
| Ano  | Sede     | Colocação |
| ---- | -------- | --------- |
| 1994 | Brasil   | 5º        |
| 1998 | Japão    | 13º       |
| 2002 | Alemanha | 10º       |
| 2006 | Japão    | 11º       |
| 2010 | Japão    | 7º        |
| 2014 | Itália   | 9º        |

### Campeonato Europeu
| Ano  | Sede                                  | Colocação |
| ---- | ------------------------------------- | --------- |
| 1991 | Itália                                | 3º        |
| 1993 | Chéquia                               | 5º        |
| 1995 | Países Baixos                         | 4º        |
| 1997 | Chéquia                               | 10º       |
| 1999 | Itália                                | 4º        |
| 2001 | Bulgária                              | 9º        |
| 2003 | Turquia                               | 3º        |
| 2005 | Croácia                               | 11º       |
| 2007 | Bélgica · Luxemburgo                  | 6º        |
| 2009 | Polónia                               | 4º        |
| 2011 | Sérvia · Itália                       | 2º        |
| 2013 | Alemanha · Suíça                      | 2º        |
| 2015 | Países Baixos · Bélgica               | 5º        |
| 2017 | Azerbaijão · Geórgia                  | 8º        |
| 2019 | Hungria · Polónia · Chéquia · Turquia | 6º        |
| 2021 | Sérvia · Croácia · Bulgária · Roménia | 12º       |
| 2023 | Alemanha · Bélgica · Estónia · Itália | 12º       |

### Grand Prix
| Ano  | Sede            | Colocação |
| ---- | --------------- | --------- |
| 1993 | Hong Kong       | 8º        |
| 1994 | Xangai          | 10º       |
| 1995 | Xangai          | 8º        |
| 2001 | Macau           | 8º        |
| 2002 | Hong Kong       | 3º        |
| 2003 | Andria          | 7º        |
| 2004 | Reggio Calabria | 6º        |
| 2005 | Sendai          | 10º       |
| 2008 | Yokohama        | 7º        |
| 2009 | Tóquio          | 3º        |
| 2010 | Ningbo          | 9º        |
| 2011 | Macau           | 13º       |
| 2012 | Ningbo          | 7º        |
| 2013 | Sapporo         | 11º       |
| 2014 | Tóquio          | 10º       |
| 2015 | Omaha           | 7º        |
| 2016 | Bancoque        | 12º       |
| 2017 | Nanquim         | 15º       |

### Liga das nações
| Ano  | Sede      | Colocação |
| ---- | --------- | --------- |
| 2018 | Nanquim   | 11º       |
| 2019 | Nanquim   | 10º       |
| 2021 | Rimini    | 10º       |
| 2022 | Ancara    | 10º       |
| 2023 | Arlington | 8º        |
| 2024 | Bancoque  | 12º       |
| 2025 | Łódź      | 7°        |

### Copa do Mundo
| Ano  | Sede  | Colocação |
| ---- | ----- | --------- |
| 1991 | Japão | 9º        |
| 2011 | Japão | 6º        |

### Copa dos Campeões
A seleção alemã nunca participou da Copa dos Campeões.

## Elenco atual
| No.  | Nome                | Data de nascimento     | Pos* | Altura              | Peso           | Ataque          | Bloqueio        | Clube 2017–18         |
| ---- | ------------------- | ---------------------- | ---- | ------------------- | -------------- | --------------- | --------------- | --------------------- |
| 00 ! | Denise Hanke        | 31 de agosto de 1989   | LV   | 1,79 m (5 ft 10 in) | 58 kg (128 lb) | 284 cm (112 in) | 272 cm (107 in) | SSC Palmberg Schwerin |
| 00 ! | Irina Kemmsies      | 14 de maio de 1996     | LV   | 1,81 m (5 ft 11 in) | 65 kg (143 lb) | 299 cm (118 in) | 286 cm (113 in) | VC Wiesbaden          |
| 00 ! | Marie Schölzel      | 1 de agosto de 1997    | C    | 1,88 m (6 ft 2 in)  | 66 kg (146 lb) | 307 cm (121 in) | 299 cm (118 in) | SSC Palmberg Schwerin |
| 00 ! | Jennifer Pettke     | 29 de maio de 1989     | C    | 1,87 m (6 ft 2 in)  | 71 kg (157 lb) | 302 cm (119 in) | 290 cm (110 in) | Rote Raben Vilsbiburg |
| 00 ! | Leonie Schwertmann  | 12 de janeiro de 1994  | C    | 1,90 m (6 ft 3 in)  | 80 kg (180 lb) | 300 cm (120 in) | 290 cm (110 in) | Rote Raben Vilsbiburg |
| 00 ! | Lisa Gründing       | 2 de dezembro de 1991  | C    | 1,85 m (6 ft 1 in)  | 75 kg (165 lb) | 302 cm (119 in) | 294 cm (116 in) | SC Potsdam            |
| 00 ! | Louisa Lippmann     | 23 de setembro de 1994 | OP   | 1,91 m (6 ft 3 in)  | 79 kg (174 lb) | 319 cm (126 in) | 312 cm (123 in) | SSC Palmberg Schwerin |
| 00 ! | Lena Stigrot        | 20 de dezembro de 1994 | OP   | 1,84 m (6 ft 0 in)  | 68 kg (150 lb) | 303 cm (119 in) | 295 cm (116 in) | Rote Raben Vilsbiburg |
| 00 ! | Maren Fromm         | 10 de julho de 1986    | P    | 1,84 m (6 ft 0 in)  | 68 kg (150 lb) | 303 cm (119 in) | 295 cm (116 in) | Çanakkale BK          |
| 00 ! | Jennifer Geerties   | 5 de abril de 1994     | P    | 1,84 m (6 ft 0 in)  | 58 kg (128 lb) | 298 cm (117 in) | 288 cm (113 in) | SSC Palmberg Schwerin |
| 00 ! | Jana Franziska Poll | 7 de maio de 1988      | P    | 1,85 m (6 ft 1 in)  | 69 kg (152 lb) | 310 cm (120 in) | 290 cm (110 in) | Olympiacos Piraeus    |
| 00 ! | Tanja Großer        | 27 de novembro de 1993 | P    | 1,78 m (5 ft 10 in) | 66 kg (146 lb) | 296 cm (117 in) | 286 cm (113 in) | VC Wiesbaden          |
| 00 ! | Lenka Dürr          | 10 de dezembro de 1990 | LB   | 1,71 m (5 ft 7 in)  | 59 kg (130 lb) | 280 cm (110 in) | 270 cm (110 in) | CSM Târgoviște        |
| 00 ! | Anna Pogany         | 21 de julho de 1994    | LB   | 1,70 m (5 ft 7 in)  | 60 kg (130 lb) | 280 cm (110 in) | 270 cm (110 in) | Sm'Aesch Pfeffingen   |

Posições:
LB – Líbero
C – Central
OP – Oposto
P – Ponteiro
LV – Levantador 